# Viking Palm
Viking Palm (Broby, Escânia, 13 de outubro de 1923 — Täby, Estocolmo, 15 de janeiro de 2009) foi um lutador de luta livre sueco.

## Carreira
Foi vencedor da medalha de ouro na categoria de 73-79 kg em Helsínquia 1952.